# Asura javanica
Asura javanica là một loài bướm đêm thuộc phân họ Arctiinae, họ Erebidae.